# میلکووتسی
میلکووتسی (به بلغاری: Milkovtsi) یک منطقهٔ مسکونی در بلغارستان است که در شهرستان گابروو واقع شده‌است.